# Opisthorchis felineus
Opisthorchis felineus é uma espécie de trematódeo da família Opisthorchiidae. É um parasita de carnívoros, encontrando-se principalmente no fígado. Pode infectar humanos ocasionalmente.